# Antoine Jacques Claude Joseph Boulay de la Meurthe
Antoine Jacques Claude Joseph Boulay de la Meurthe [ejtsd: bulé dö la mört] (Chaumousey (Vosges), 1761. február 19. – Párizs, 1840. február 2.) gróf, francia államférfi.

## Élete

### Pályafutása
1761-ben született a mostani Vosges megye területén.
1783-ban államügyész volt Nancyban, később Párizsban. Lángoló hévvel a forradalomhoz csatlakozott és mint önkéntes végigküzdötte az 1792. évi hadjáratot. Nemsokára bíró lett Nancyban, de mint mérsékelt gondolkozásúnak menekülnie kellett. Thermidor 9-e után visszatért Nancyba, ahol a polgári törvényszék elnöke, majd közvádlója lett.
1797-ben pedig az ötszázak tanácsába választották, melyben mint az ún. alkotmányos középpártnak vezére egy jobb alkotmány reményében, a brumaire 18-iki államcsínyt pártolta. Ebben a szellemben írta meg 1779-ben Essai sur les causes qui en 1649. amenerent en Angleterre l'établissement de la république című művét is. I. Napóleon alatt az államtanács törvényhozó osztályának elnöke volt és nagy része volt a Code Napoléon szerkesztésében.
1804-ben Napóleon elrendelte egy Bourbon, Enghien hercegének elrablását. A herceget egy titkos katonai tárgyalás után gyorsan kivégezték, annak ellenére, hogy nem vett részt az összeesküvésben. Az esethez kapcsolódik de la Meurthe híres bonmot-ja: „Ez több [más változatban „rosszabb”], mint bűn: ez hiba.” („C'est plus [vagy: „pire”] qu'un crime, c'est une faute”). Politikai következményeit tekintve a mondás pontosnak bizonyult. Enghien herceg kivégzése feldühítette a királyi udvarokat Európa-szerte, és a következő, végső soron megnyerhetetlen napóleoni háborúk kitörésének egyik politikai tényezőjévé vált.
1810-ben titkos tanács tagja lett, 1813-ban pedig a császár kinevezte a régenstanács tagjává és gróffá. A «száz nap» idején (1815) újból belépett az államtanácsba és Cambacéres-vel az igazságügyet vezette. A waterlooi csata után hasztalanul szólalt fel a törvényhozó testületben I Napóleon érdekében. A második restauráció után Nancy-ba száműzték, ahonnan Németországba visszatérhetett. Politikai és történeti művei között a Tableau des regnes de Charles II. et de Jacques II. című a legnevezetesebb (Brüsszel, 1818, 2 kötet); ezenkívűl írta még a Bourrienne et ses erreurs volontaires et involontaires-t (Párizs, 1830, 2 kötet; németül Lipcse, 1830), mely mű I. Napóleon és korának helyes megítélésére figyelembe veendő. 

### Művei
- Essai sur les causes qui en 1649. amenerent en Angleterre l'établissement de la république (1779)
- Tableau des regnes de Charles II. et de Jacques II. (1818)
- Bourrienne et ses erreurs volontaires et involontaires (1830)